# Elmhurst (Queens)

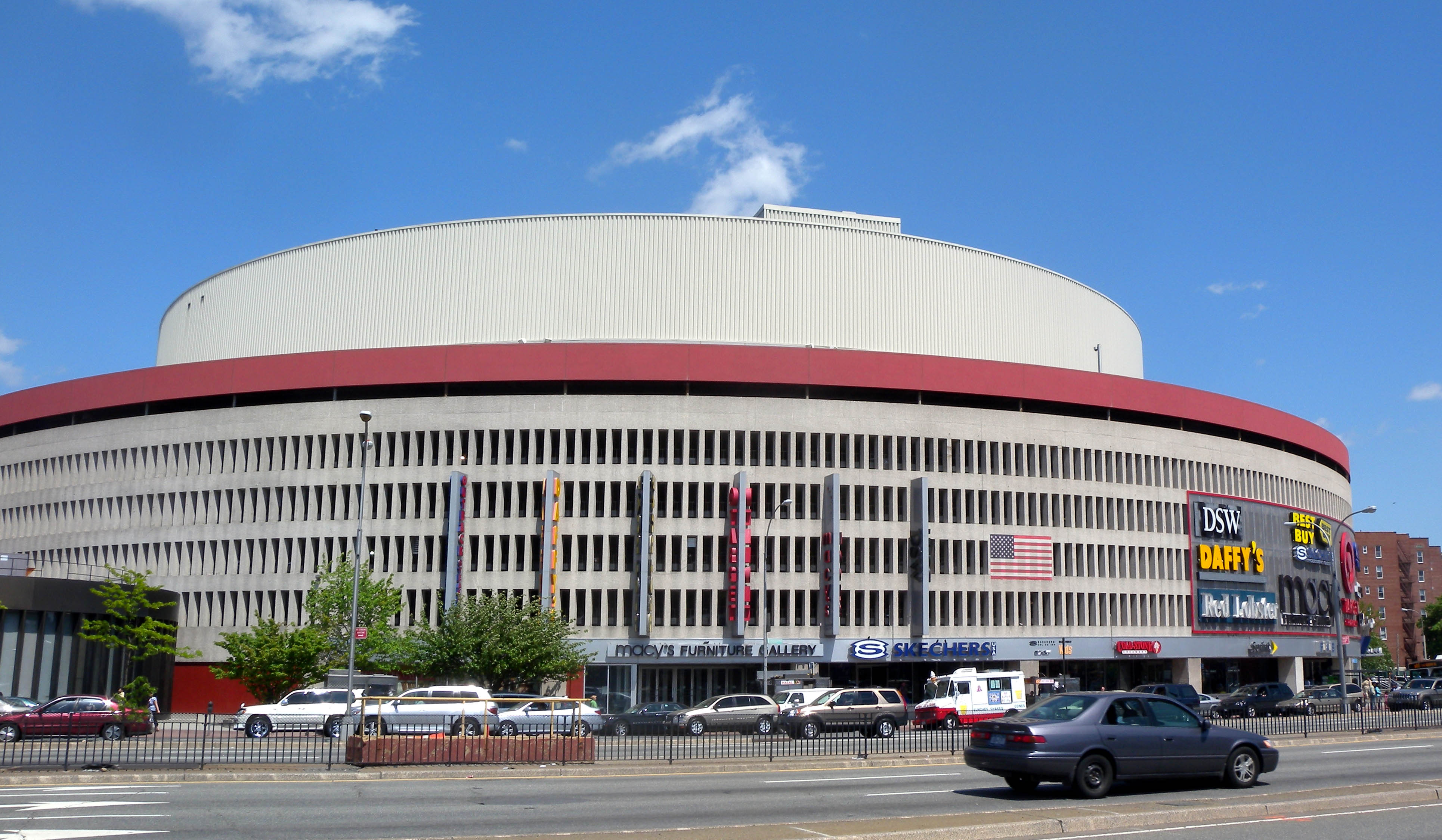
Blick nach Nordosten über den Queens Boulevard bei der Queens Place Mall

Elmhurst ist ein Stadtviertel im Zentrum des Stadtbezirks (Borough) Queens, New York City, mit rund 88.400 Einwohnern (Stand 2022).

## Etymologie
Der Name Elmhurst bedeutet „Ulmenhain“ und wurde Ende des 19. Jahrhunderts eingeführt, um das Image des Viertels zu verbessern. Zuvor hieß das Gebiet Middleburgh und später Newtown, bis es 1897 in Elmhurst umbenannt wurde.

## Geografie
Elmhurst liegt im Zentrum von Queens und wird im Norden von der Roosevelt Avenue, im Süden von der Long Island Expressway, im Osten von der Junction Boulevard und im Westen von der New York Connecting Railroad begrenzt.

## Geschichte
Die Siedlung wurde 1652 von englischen Puritanern gegründet. Sie blieb bis zum späten 19. Jahrhundert ländlich, bevor sie durch die Eingemeindung nach New York City und die Entwicklung zu einem urbanen Wohn- und Geschäftsviertel wuchs. Seit den 1980er Jahren ist Elmhurst für seine Einwanderervielfalt bekannt: Bereits damals lebten Menschen aus über 112 Nationen im Viertel.

## Demografie
Elmhurst ist heute eine der vielfältigsten Nachbarschaften New Yorks. Die größten Gruppen sind chinesisch- und lateinamerikanischstämmige Einwohner, daneben gibt es viele weitere asiatische und südamerikanische Communities.

## Infrastruktur
Elmhurst ist durch mehrere U-Bahn-Linien (E, F, M, R) und zahlreiche Buslinien  angebunden. Der Stadtteil verfügt über zwei große Einkaufszentren, das Queens Center Mall und das Queens Place Mall. Das Elmhurst Hospital ist eines der ältesten kommunalen Krankenhäuser der Stadt und wurde  als „Best Regional Hospital“ ausgezeichnet. Ein weiteres Highlight ist der Elmhurst Park, der auf dem Gelände der ehemaligen Elmhurst Gas Tanks entstand und heute eine beliebte Grünanlage mit Spielplätzen und einem Vietnam-Veteranen-Memorial ist.